# Tam za mořem
Tam za mořem (v anglickém originále Beyond the Sea) je třináctá epizoda první série amerického sci-fi seriálu Akta X. Epizoda byla ve Spojených státech poprvé odvysílána na televizní stanici Fox 7. ledna 1994. Autory scénáře jsou spoluvýkonní producenti Glen Morgan a James Wong, režíroval jej David Nutter. Navzdory průměrnému Nielsen ratings ve srovnání s jinými epizodami první sezóny se opizoda dočkala od kritiků vesměs pozitivního přijetí.
Hlavními postavami seriálu jsou zvláštní agenti FBI Fox Mulder (David Duchovny) a Dana Scullyová (Gillian Andersonová), kteří pracují na případech spojených s paranormálními jevy, tzv. Akty X. V této epizodě, která se nachází na seznamu „Monster-of-the-Week“, zamře Scullyové otec a se svým skepticismem je podrobena zkoušce Luthera Lee Boggse, vězně v cele smrti, jenž o sobě tvrdí, že dokáže komunikovat s duchy zemřelých (tzv. médium).

## Dějová linie
Dana Scullyová si pozve své rodiče, Williama Scullyho (Don Davis) a Margaret Scullyovou (Sheila Larken) krátce po Vánocích. Když odejdou, usne na pohovce. Později se probudí a vidí své otce, který sedí naproti ní a neslyšně mluví. Poté, co zazvoní telefon a ona se na něj podívá, zjistí, že je židle zase prázdná. Když zvedne telefon, její matka jí řekne, že její otec zemřel na infarkt.
Mezitím je ve městě Raleigh v Severní Karolíně unesen mladý pár mužem, oblečeným v uniformě policisty. O několik dní později, Scullyová a její partner Fox Mulder o případu diskutují v Mulderově kanceláři v ústředí FBI. Mulder si myslí, že případ se zdá být prací opakovaného pachatele a je zde důvod se domnívat, že pár bude zabit během několika dnů. Také se Scullyovou mluví o tom, že sériový vrah Luther Lee Boggss, kterého pomáhal před lety zatknout, prohlašuje, že měl psychické zjevení týkající se únosu a nabídl pomoc policii výměnou za zmírnění rozsudeku smrti. Mulder je překvapivě skeptický ohledně Boggsových tvrzení.
Později agenti navštíví Boggse ve vězení, kde zahraje ohnivou řeč týkající se uneseného pár na základě kusu látky, který však nepocházel z místa činu, ale z Mulderova trička. Utvrzený v tom, že Boggs lže, se pár připravuje k odchodu. Scullyová se ohlídna na Boggse a vidí zjevení svého otce, který k ní mluví a zpívá píseň, která zazněla na jeho pohřbu, „Beyond the Sea“ (Tam za mořem). Scullyová o tom Mulderovi neřekne, pár následně projednává možnost, kde Boggs zorganizoval únos s partnerem, aby zabránil popravě. Boggsovi jsou předloženy falešné noviny, které uvádějí, že dvojici byla nalezena, ve snaze obelstít Boggse, který měl následně kontaktovat svého spolupachatele. Boggs se však nenechá podvést, ale i poté agentům podává mlhavé stopy týkající se případu. Scullyová nejprve nájodou najde sklad, kde byl pár držen a později zavede Muldera a několik dalších agentů do loděnice, kde se únosce pár drží. Dívka je zachráněna, ale únosce postřelí Muldera a unikne se jejím přítelem.
Přesvědčeni, že je Boggs zapojen do únosu, vězeňský dozorce vylučuje jakoukoli shovívavost. Boggs si se Scullyovou znovu promluví a prohlašuje, že je schopen kontaktovat jejího otce. Nabízí Scullyové, že jí od svého otce předá poslední zprávu, když se zúčastní jeho popravy. Také jí předává informaci týkající se nového místa, kde se nachízí únosce a zároveň ji varuje, aby se vyhla „ďáblu“. Scullyová pak zavede několik agentů na místo, které jí Boggs popsal. V pivovaru zachrání uneseného přítele. Scullyová únosce při útěku pronásleduje, ten však vběhne na lešení poblíž na stěně malovaného loga pivovaru, pošilhávajícího ďábla. Dřevěná konstrukce lešení se však propagne a únosce se zřítí na zem, kde ihned zamře.
Boggs je veden k jeho popravě, a vidí, že se jí Scullyová nezúčastní. Scullyová navštíví Muldera v nemocnici, kde se zotavuje ze střelné rány. Při rozhovoru vypoví, že je přesvědča v Mulderovo tvrzení, že Boggs všechno zařídil. Mulder se jí ptá, proč odmítla možnost unovu uslyšet svého otce přes Boggse. Scullyová mu však řekne, že nepotřebuje nic slyšet, protože ví, co by jí její otec řekl.
odhlásí. Green říká Mulderovi, že ona bude doprovázející Marsdens, když se vrátí do Anglie další den.